# Linagliptine
La linagliptine est une molécule antidiabétique, de la classe des inhibiteurs de la dipeptidyl peptidase-4 (DPP4) ou gliptines.

## Mode d'action et pharmacologie
La linagliptine inhibe la DPP4 qui dégrade les incrétines, d'où une augmentation de leur effet.
Elle est donnée en une prise quotidienne. L’absorption est rapide (quatre heures). L'élimination est essentiellement digestive, sans métabolisme intermédiaire. Il n'existe pas d'interaction médicamenteuse notable même si les taux sanguins sont un peu réduits par les inducteurs du CYP3A4.

## Indication
La seule indication est le diabète de type 2.

## Efficacité
Donnée chez le diabétique de type 2 en monothérapie ou en association avec la pioglitazone ou la metformine, elle abaisse les glycémies et le taux d'hémoglobine glyquée sans augmenter le risque d'hypoglycémie de manière importante, ni gain de poids.
Chez les patients ayant un équilibre glycémique imparfait sous metformine et sulfamides hypoglycémiants, l'ajout de la linagliptine permet d'améliorer les glycémies.
Chez les patients non équilibrés sous metformine seule, l'ajout de linagliptine s'avère équivalent à celui de glimépiride en termes d'hémoglobine glyquée, avec cependant moins d'hypoglycémies et moins d'accidents cardiaques.
Cependant, la molécule n'a démontré, à ce jour, aucune efficacité sur les complications du diabète (en particulier cardiaque), le recul maximal des études n'atteignant que quelques années. Elle est toutefois bien tolérée, particulièrement chez le sujet âgé d'après une étude sur 200 personnes et semble neutre chez le patient insuffisant cardiaque. Pour la revue indépendante Prescrire, la balance bénéfices-risques est tout de même défavorable.